# Корд Оверстріт
Корд Пол Оверстріт (англ. Chord Paul Overstreet; нар. 17 лютого 1989, Нашвілл, Теннессі, США) — американський актор та музикант, найбільш відомий по ролі Сема Еванса в телевізійному серіалі «Хор».

## Ранні роки
Корд Оверстріт народився в сім'ї кантрі-музиканта Пола Оверстріта і його дружини Джулії. Він став третім із шести дітей своїх батьків, в честь чого і отримав таке незвичайне ім'я (англ.  Chord, літер. «Аккорд» — співзвуччя з трьох і більше різновисотних музичних звуків). Його брати і сестри носять імена Гармонія, Неш, Скай, Саммер і Чаріті.

## Кар'єра
Оверстріт з ранніх років займався музикою, грав на мандоліні, гітарі та ударних, а в 2009 році розпочав акторську кар'єру. Він дебютував у вебпроекті «Приватна школа», знявся в епізодах серіалів iCarly і «Незвичайна сімейка», фільмі «Діра».
У 2010 році Корд приєднався до акторського складу другого сезону популярного серіалу «Хор» в ролі Сема Еванса. Влітку 2011 року висловив намір покинути «Хор» внаслідок небажання продюсерів включати його в основний акторський склад, але повернувся в якості постійного актора шоу.

## Особисте життя
З 2018 року зустрічається з Еммою Вотсон.

## Фільмографія
| Рік         |    | Українська назва          | Оригінальна назва          | Роль            |
| ----------- | -- | ------------------------- | -------------------------- | --------------- |
| 2009        | с  | Приватна школа            | Private                    | Джош Холліс     |
| 2009        | ф  | Діра                      | The Hole                   | Адам            |
| 2009        | с  | АйКарлі                   | iCarly                     | Ерік            |
| 2010        | с  | Незвичайна сімейка        | No Ordinary Family         | Лукас Фішер     |
| 2010 - 2015 | с  | Хор                       | Glee                       | Сем Еванс       |
| 2011        | ф  | Хор: Живий концерт в 3D   | Glee: The 3D Concert Movie | Сем Еванс       |
| 2011        | ф  | Серце воїна               | A Warrior's Heart          | Дюпрі           |
| 2011        | с  | Буває й гірше             | The Middle                 | Ральф Уілкерсон |
| 2013        | мс | Звичайне шоу              | Regular Show               | Дасті Б         |
| 2015        | ф  | Сміливість сказати правду | 4th Man Out                | Нік             |
| 2015        | мс | Будь класним, Скубі-Ду!   | Be Cool, Scooby-Doo!       | Мітчелл / Ендрю |
| 2016        | мс | Розсіл і Арахіс           | Pickle and Peanut          | Скампі          |
| 2022        | ф  | Незабутнє Різдво          | Falling for Christmas      | Джейк Рассел    |